# Plutarco Elías Calles (La Majahua)
Plutarco Elías Calles (La Majahua) es una localidad del municipio de Centro ubicado en la subregión centro del estado mexicano de Tabasco.

## Geografía
La localidad de Plutarco Elías Calles (La Majahua) se sitúa en las coordenadas geográficas 17°57′20″N 92°55′00″O / 17.955556, -92.916667, a una elevación de 6 metros sobre el nivel del mar.

## Demografía
Según el Conteo de Población y Vivienda 2020, efectuado por el Instituto Nacional de Estadística y Geografía, la localidad de Plutarco Elías Calles (La Majahua) tiene 401 habitantes, de los cuales 197 son del sexo masculino y 204 del sexo femenino. Su tasa de fecundidad es de 1.89 hijos por mujer y tiene 124 viviendas particulares habitadas.
| Gráfica de evolución demográfica de Plutarco Elías Calles (La Majahua) entre 1990 y 2020 |
|                                                                                          |
| INEGI.                                                                                   |